# Jacques Inaudi
Giacomo Inaudi (13 de octubre de 1867- 10 de noviembre de 1950), también conocido como Jacques Inaudi en Francia, fue un calculista mental italiano. Su gran aptitud para el cálculo mental lo llevó a realizar giras de exhibición por todo el mundo.

## Semblanza
Inaudi nació en Onorato, en el Piamonte italiano. De niño fue pastor, y se interesó por la aritmética mental mientras criaba ovejas. Cuando su madre murió, se marchó a Francia con sus dos hermanos mayores, donde trabajaban como adiestradores de marmotas. Trabajó en varios pequeños comercios en Marsella, antes de ser descubierto por el Sr. Dombey, un representante de relojería. El Sr. de Thorcey, alias de Albert Ferdinand Guyot, se convertirá en el representante de Inaudi.
Actuó en grandes teatros de París, como Folies Bergère, cosechando gran éxito. Científicos franceses como Jean-Martin Charcot y Paul Broca investigaron sus habilidades. El astrónomo francés Camille Flammarion lo elogió en términos encomiásticos, apodándolo «la calculadora humana», y Alfred Binet escribió un libro sobre él. Inaudi repetía los números que le deban antes de comenzar sus cálculos mentales.
El inmunólogo ganador del premio Nobel, Iliá Méchnikov, lo mencionó en su libro The Nature of Man: Studies in Optimistic Philosophy ( 1905). Metchnikoff consideraba a Inaudi como un ejemplo de una mutación, en el sentido anunciado por el botánico holandés Hugo de Vries (Die Mutationstheorie , Vol. 1, Leipzig, 1901), es decir, un salto repentino a un nuevo tipo distinto que podría considerarse como una nueva especie, argumentando que este tipo de salto abrupto en la evolución podría explicar cómo los humanos habían surgido de los simios, y que Inaudi era una prueba de que tal mutación era posible.
Inaudi murió en Champigny-sur-Marne el 25 de noviembre de 1925 y las noticias de televisión en Francia le rindieron un breve homenaje. Estuvo casado con Marie-Antoinette Dombey (Saint-Etienne, 1879 - Champigny-sur-Marne, 1956).

## Habilidades
Su memoria numérica era excepcional. Alfred Binet estudió su velocidad de memorización:
- en 1 min 30 s, 36 dígitos;
- en 4 min 00 s, 57 dígitos;
- en 5 min 30 s, 75 dígitos;
- en 12 min, 107 dígitos,

y concluyó que el tiempo de memorización aumentaba aproximadamente con el cuadrado del número de dígitos.
Inaudi afirmó que:

Escucho los números con claridad y es el oído el que los recuerda. Los escucho sonar en mi oído, tal como los dije, con mi propio tono de voz, y esta audición interior me dura gran parte del día.

Le gustaba resolver problemas de progresiones aritméticas, como "encontrar cuatro números consecutivos sabiendo la suma de sus cuadrados", que resolvía en 30 segundos. Sin embargo, tardó 1 min 50 s en "encontrar el número cuya raíz cuadrada excede en 18 a su raíz cúbica", una relativa deficiencia que demuestra bastante la falta de conocimiento matemático del famoso calculista.

## Espectáculo
Su espectáculo normalmente se desarrollaba de la siguiente manera: se tomaba nota de un cierto número de operaciones solicitadas al público, como la suma o la resta de números de más de veinte dígitos, la elevación al cuadrado de un número de más de cuatro dígitos, la extracción de algunas raíces (cuadradas o cúbicas) "siempre que den un número entero". Estas solicitudes eran comunicadas oralmente a Inaudi, quien mientras intercambiaba algunas bromas con el público, entregaba los resultados en unos diez minutos. Luego calculaba el día de la semana correspondiente a una fecha determinada (casi instantáneamente, en menos de dos segundos). Finalmente, repetía de memoria los datos que le habían facilitado y los correspondientes resultados.